# Stralsund: Blutgeld
Blutgeld ist ein deutscher Fernsehfilm von Štěpán Altrichter aus dem Jahr 2025. Es ist der fünfundzwanzigste Film der ZDF-Samstagskrimireihe Stralsund. In den Hauptrollen der Ermittler sind Sophie Pfennigstorf, Alexander Held und zum ersten Mal Jakub Gierszał als polnischer Neuzugang Tomasz Nowak zu sehen. Die Erstausstrahlung der Episode erfolgte am 10. Mai 2025 im ZDF.

## Handlung
Der junge Finanzbeamte Devid Armgott stürzt vom Balkon seines Hauses, Indizien deuten darauf hin, dass er gestoßen wurde. Jule Zabek (Sophie Pfennigstorf) und Karl Hidde (Alexander Held) nehmen die Ermittlungen auf. Unterstützt werden sie dabei von dem charismatischen, aber selbstbezogenen Kommissar Tomasz Nowak (Jakub Gierszał) aus Kattowitz, der im Rahmen eines europäischen Austauschprogramms bei der Stralsunder Mordkommission arbeitet.
Die Spur führt zu Armgotts Jugendliebe Alfi von Stenz (Maja Bons), die sich trotz ihrer privilegierten Herkunft im "Zappelfisch" als Kellnerin durchschlägt. Der "Zappelfisch" ist ein Ausbildungslokal in der Stralsunder Altstadt und bietet sozial deklassierten Jugendliche eine berufliche Perspektive.
Alfi hat eine heimliche Beziehung zum Leiter des Restaurants, Tim "Butscher" Busch (Julius Nitschkoff), der von seinem Vater zum Erbprinzen der "Knieper Jüngschen" aufgebaut wird. Ursprünglich als Schutzgemeinschaft gegen die Exzesse des Nachwende-Kapitalismus in der Plattenbausiedlung Knieper West entstanden, wurden die Jüngschen von ihrem ambitionierten Chef Matti Busch (Dirk Borchardt) und seiner rechten Hand Elke Jorga (Petra Hartung) durch karitative Bemühungen, Geschäftssinn und kriminellen Opportunismus zu einer florierenden Firmengruppe umgebaut.
Doch bald finden die Ermittlerinnen heraus, dass die "Knieper Jüngschen" ihre kriminelle Vergangenheit nicht hinter sich gelassen haben. Während Zabek und ihre Kollegen neue Einsichten über den toten Armgott durch Gespräche mit seinem Chef im Finanzamt Abteilungsleiter Raimund Morel (Stephan A. Tölle) gewinnen, spitzen sich bei den Jüngschen die Konflikte zu Butschers bester Freund Dennis "Auge" Jorga (Gustav Schmidt) wird für Alfi zur einer Bedrohung, so dass sich Alfi in Zabeks Obhut flüchtet. Zwischen den beiden Frauen beginnt ein intensiver Austausch, der viele Ähnlichkeiten offenlegt und dem Fall eine neue Wendung gibt.
Ein Wettlauf mit der Zeit beginnt, als die eigentlichen Nutznießer des "Jüngschen"- Firmengeflechts die enigmatische Killerin Hinzpeter (Aline Staskowiak) mit dem Auftrag entsenden, das Chaos in Stralsund zu beenden.

## Rezeption
In der Mehrzahl wurde der Film positiv von Kritik und Zuschauern aufgenommen; bei IMDB erhält in der durchschnittlichen Wertung 6.7 von 10 Punkten.

## Kritiken
Rainer Tittelbach zeichnet den Film mit 4.5 von 6 Sternen aus: "Der Film ist ein mehr als solider Krimi mit ein paar Spannungsspitzen und gleichzeitig ein intensives, vorzüglich gespieltes Drama, eine bewegende Familientragödie mit einem Hauch „Romeo und Julia“. Die Stärke des Drehbuchs von Martin Behnke („Dark“) und Marc Zwinz liegt neben der formalen Dichte vor allem in der Ambivalenz, die das Autorenduo den Charakteren zugesteht. Abgerundet wird „Blutgeld“ durch die ebenso narrativ umsichtige wie ästhetisch stimmige Inszenierung von Stepan Altrichter, die Sophie Pfennigstorfs reduziertes, klares Spiel ausgesprochen gut zum Tragen bringt."
Tomasz Kurianowicz findet in der Berliner Zeitung ebenfalls lobende Worte: "Das vorbildlich geschriebene Drehbuch von Martin Behnke (1978 in Ost-Berlin geboren) und Marc Zwinz, das die Story in einem mafiaartigen Milieu ansiedelt und mit einer Liebesgeschichte verknüpft, gibt der Handlung die nötige Brisanz und emotionale Dichte, sodass man die Arbeit der Kommissare im Stralsunder Unternehmerkosmos bis zum Schluss mit Spannung verfolgt.
Der Held dieser Filmproduktion ist aber zweifelsohne Štěpán Altrichter, dem es gelingt, mit einer exzellenten Musikauswahl, einer mutigen Kameraführung und dem feinfühligen Sinn für lange und ästhetisch anmutende Stadtaufnahmen dem Krimi eine eigentümlich-magische Poesie zu verleihen. Von solchen Filmen könnte Ostdeutschland durchaus mehr gebrauchen."
Barbara Schuster hebt vor allem die jungen Darsteller und das Drehbuch hervor: „In Altrichters Ensemble glänzen aber vor allem die jungen Darsteller, Maja Bons und Julius Nitschkoff, die in ihrer verbotenen Liebe ein bisschen Romeo-und-Julia-Flair ins trist-verregnete Stralsunder Kiez Knieper bringen und das Drehbuch von Martin Behnke und Marc Zwinz mehr die Familientragödie mit schwierigen Eltern-Kind-Beziehungen erzählen lässt als einen reinen Kriminalfall.“
Tilmann P. Gangloff fasst den Film so zusammen: "Stralsund – Blutgeld" erzählt eine packende Krimigeschichte um Mord, Macht und Verrat – und erinnert dabei an den berühmten Satz: Die Revolution frisst ihre Kinder. In einem Geflecht aus Liebe, Loyalität und Korruption geraten junge Idealisten und alte Strippenzieher an ihre Grenzen. Ein düsterer, gut gespielter Film, der weit mehr ist als bloß ein Krimi."
Oliver Armknecht beschreibt den Film auf filmrezensionen.de als mittelmässig: "Stralsund: Blutgeld ist zwar nicht wirklich schlecht, bietet aber auch nicht genug, Lust auf weitere Teile macht das nicht unbedingt. Daran kann selbst der Neuzugang nicht viel ändern, der zwar nicht ganz so schlimm ist wie seine Kollegin, als diese vor einigen Filmen neu hinzutrat."

## Einschaltquoten
Blutgeld wurde bei der Erstausstrahlung am 10. Mai 2025 mit einer Gesamtquote von 5,24 Millionen Zuschauern und einem Marktanteil von 24,5 Prozent Tagessieger bei den fiktionalen Inhalten und belegt im Mai 2025 Platz 8 der quotenstärksten Titel.